# Османли
 Тази статия е за селото в Турция.  За селото в Гърция вижте Османли (дем Кушница).  
Османли или Османлия (на турски: Osmanlı) е село в Източна Тракия, Турция, околия Хавса, вилает Одрин.

## География
Село Османли е разположено между Хаскьой и Хавса.

## История
В XIX век Османли е българско село в Хавсенска кааза на Одринския вилает на Османската империя. Според „Етнография на вилаетите Адрианопол, Монастир и Салоника“, издадена в Константинопол в 1878 година и отразяваща статистиката на населението от 1873 година, Османли (Osmanly) има 80 домакинства и 378 българи.
Според статистиката на професор Любомир Милетич в 1912 година в селото живеят 100 български екзархийски семейства с 620 души. и  е чисто българско от около 120 къщи до 1913 г.
Българското население на Османли е насилствено прогонено след Междусъюзническата война в 1913 година по следния начин:
| „ | Селяните са събрани още с навлизането на турската конница изтръпнали бледи, очакват да чуят присъдата си…. Глашатаят с висок и проточен глас заговаря на турски и тутакси превежда на български: „Всеки глава на семейство е свободен с жената си и децата си, но в продължение само на два часа от минутата на съобщението да вземе каквото може и каквото иска от покъщнината си и от добитъка си и да напусне селото, стига да внесе определен дан от 70 турски лири. Който не стори това и се опита да се укрие или избяга, в името на Алаха ще бъде жив изгорен заедно с опожаряване на селото…” Настъпва трогателният момент: с плач и писък и падане на колене от страна на бедните пред по-заможните и проглушава цялото село. Турците добавят своята милост:”Позволява се откупът на бедните от по-богатите.” Имало и по-богати и патриоти и всички почти били спасени от живо изгарянe | “ |